# Josh Kerr
Josh Kerr (* 8. října 1997) je skotský atlet, jeho specializací jsou běhy na střední vzdálenosti. Je dvojnásobným olympijským medailistou a mistrem světa v běhu na 1500 metrů. Další titul získal na halovém mistrovství světa v roce 2024 na trati 3000 metrů.

## Osobní život
Narodil se v Edinburghu do rodiny fyzioterapeutky a bývalého hráče rugby. S atletikou začal v rodném městě v osmi letech. V sedmnácti letech se přestěhoval do Albuquerque v Novém Mexiku, kde později nastoupil na zdejší univerzitu.